# 水野優香
水野 優香（みずの ゆうか、1978年1月30日-)は、日本のAV女優。ARMプロモーション所属。

## 略歴・人物
2018年3月にデビューした熟女系のAV女優。センタービレッジを経て2020年にマドンナへ専属移籍。メーカー移籍はセンタービレッジでの熟女女優作品のバリエーションを一通り演じ切ったことを理由としている。
初体験は中学2年生だが、セックスで感じるようになったのは20代半ば。

## 作品
◎はBD版発売作品。

### アダルトDVD / BD
- 初撮り人妻ドキュメント（3月29日、センタービレッジ）
- 初撮り人妻、ふたたび。（4月26日、センタービレッジ）
- 夫婦ゲンカで家出してきた隣の奥さん 〜～背徳感のある壁一枚向こう側の浮気セックス〜（5月24日、センタービレッジ）
- 娘の彼氏に膣奥を突かれイキまくった母（6月28日、センタービレッジ）
- 官能的な下着姿で男たちを惑わせる淫乱ミセスの妖艶ランジェリー性交（8月2日、センタービレッジ）
- 友達の母親 ―最終章―（9月6日、センタービレッジ）
- ひたすら乳首いじり近親相姦 ボクはハメてるときも乳首つまみを絶対に忘れない…（10月4日、センタービレッジ）
- 抜かずの六発中出し 近親相姦密着交尾（11月8日、センタービレッジ）
- 声が出せない絶頂授業で10倍濡れる人妻教師（12月20日、センタービレッジ）

- 父が出かけて2秒でセックスする母と息子（1月1日、VENUS）
- 母の親友（2月1日、VENUS）
- ドスケベ母を満足させるイッた直後の敏感オマ○コを再び激突き! 速攻!追い討ちピストンSEX（3月1日、VENUS）
- 近親相姦中出しソープ 初めての熟女風俗、指名したら母ちゃんだった（4月1日、VENUS）
- 定年退職してヒマになったドスケベ義父の嫁いぢり（5月1日、VENUS）
- 完熟生保レディの中出し契約テクニック（5月16日、センタービレッジ）
- 突然押しかけてきた嫁の姉さんに抜かれっぱなしの1泊2日（6月1日、VENUS）
- 嫁の母親に中出ししてしまった（7月1日、VENUS）
- ファンの自宅をゲリラ訪問! 水野優香さんとしてみませんか 〜憧れの熟女と夢の中出しセックス〜（7月18日、センタービレッジ）
- 部長の奥さんがエロすぎて…（8月1日、VENUS）
- 「おバカになるからオナニーしちゃダメ!」 常にノーブラおっぱいで全力アピールしてくる母さんと朝から晩までセックス三昧（8月15日、センタービレッジ）
- センタービレッジ20周年作品第二弾 息子を交姦する美人母たち スワッピング中出し近親相姦（9月19日、センタービレッジ）共演:川上ゆう
- 「初めてがおばさんと生じゃいやかしら?」 童貞くんが人妻熟女と最高の筆下ろし性交（10月17日、センタービレッジ）
- 「おばさんの下着で興奮するの?」 脱ぎたてのパンティで甥っ子の精子を一滴残らず搾りとる叔母（11月1日、VENUS）
- 母に媚薬を飲ませたら… クラスの友達から手に入れた噂の薬をすっかり艶っ気がなくなった母さんに飲ませてみたらその気になって僕に襲いかかってきた（11月21日、センタービレッジ）
- 僕の乳首が取れちゃうぐらい攻めまくるエロすぎ人妻ナース（12月7日、VENUS）
- 同窓会で久しぶりに元彼と再会した私は、夫が出張でいないこの3日間…彼に中出しされて何度もイキました。（12月19日、センタービレッジ）

- 粘ピス義母痴漢 夫の連れ子に粘着質なスローピストンで深突きされて声を出せずに完堕ちした私（1月7日、VENUS）
- 失禁おもらし電車妻 〜人生で一番恥ずかしい日〜（1月23日、センタービレッジ）
- 文学系の母親が息子の友達を抵抗できないように拘束して中出しさせるじわじわねっちょり淫語たっぷりセックス（2月7日、VENUS）
- バイト先の慰安旅行でパートのおばさんとセックスに溺れて何度も中出し（2月20日、センタービレッジ）
- 息子のクラスメイトに犯され続けてプライドを失った母親（3月7日、VENUS）
- 売り飛ばされた美人妻 拉致監禁 ぶっかけ中出し性奴隷調教（4月16日、センタービレッジ）
- 母親を自分のものにするために貞操帯をつけ無理矢理禁欲させる息子（5月13日、VENUS）
- 「ねぇ、もう少し一緒に飲まない?」 終電を逃して二人きり… 酔うと可愛くなる普段は厳しい女上司と朝までハメ潮だだ漏れセックス（6月13日、VENUS）
- 水野優香 First Best 10作品8時間2枚組（6月25日、センタービレッジ）※単体ベスト
- 一度きりの浮気のはずが…抱かれてはいけなかった夫の部下と裏切りの逢瀬（7月19日、VENUS）
- 汗だく性欲まみれ! おばさん脱獄犯に強制中出しさせられた僕（8月19日、VENUS）
- 妻の女友達に狙われた僕は中出しを拒めない（9月19日、VENUS）
- 専属 電撃移籍 水野優香 Madonnaデビュー!! 精魂果てるまで求め合う濃密SEX3本番（9月25日、マドンナ）
- マドンナ専属 第2弾!! 妻には口が裂けても言えません、義母さんを孕ませてしまったなんて…。―1泊2日の温泉旅行で、我を忘れて中出ししまくった僕。―（10月25日、マドンナ）
- S級熟女コンプリートファイル 水野優香 6時間（11月19日、VENUS）※単体ベスト
- 地元へ帰省した三日間、ずっと思いを寄せていた親友の母親と時を忘れて愛し合った記録―。（11月25日、マドンナ）
- マドンナ専属!! 水野優香の熟れた肉体が沸き上がる絶頂の連続に溺れ咲く!! 密着セックス ～取引先の男性と出張先での不倫性交～（12月25日、マドンナ）

- S級熟女コンプリートファイル 水野優香 6時間 其之弐（1月1日、VENUS）※単体ベスト
- 人妻秘書、汗と接吻に満ちた社長室中出し性交 知的な美貌、妖艶な肉体…『秘書にしたい女 NO.1』（1月25日、マドンナ）
- S級熟女コンプリートファイル 水野優香 6時間 其之参（2月1日、VENUS）※単体ベスト
- 汗ほとばしる人妻の圧倒的な腰振りで、僕は一度も腰を動かさずに中出ししてしまった。（2月25日、マドンナ）
- 水野優香Second Best 9作品8時間＋特典映像（3月4日、センタービレッジ）※単体ベスト
- 早漏イクイク母ちゃんの理性が吹き飛ぶ絶頂相姦（4月1日、センタービレッジ/楽園）
- 「立派なオチ○ポしてるわね」 友達の母親は性欲モンスター! 童貞を奪われた僕（4月13日、VENUS）
- 水野優香 マドンナ専属 COMPLETE8時間 ～電撃移籍から歩んだ6タイトル全13本番SPECIAL『初』ベスト～（5月25日、マドンナ）※単体ベスト
- 裏オプ本番サービスで生中出しまでできちゃうナンバーワン人妻ピンサロ嬢（6月24日、センタービレッジ）
- フロントホックブラと小さいパンティーで童貞の僕を挑発するとなりの奥さん（7月13日、VENUS）
- 誘拐された夫を取り戻すため犯人に嵌められる妻（7月29日、センタービレッジ）
- クレーム処理のため自らマネキンになった女上司～麗しのマネキン夫人外伝～（8月1日、VENUS）
- アルバイトの僕を助けてくれたパートのおばさんが無理矢理中出しされているのを見てフル勃起（8月13日、VENUS）
- 初めて彼女ができた息子を溺愛する母親がライバル心剥き出しで中出し色仕掛け 愛情こじらせ相姦（8月26日、センタービレッジ）
- 催眠人妻洗脳NTR中出し ムカつく隣り妻を催眠術で性奴隷にした俺 夫の前で見知らぬ他人の男根に欲情した私（9月7日、VENUS）
- 熟女デリヘルを自宅に呼んだら… やってきたのは会社の上司!? 立場逆転でまさかの言いなり下剋上中出しセックス（9月9日、センタービレッジ）
- 『禁断W不倫中のカップル』という設定だけを与えられ、これまで一番相性の良かったお気に入りチ●ポとお互いに最高の快感を目指し感じあい高めあいイカせあって夢中でハメて中出ししまくる24時間の記録（9月21日、VENUS）
- 緊縛相姦 ～母親の自由を麻縄で奪いひたすらイカせ続けて中出しする息子～（9月30日、センタービレッジ）
- 汗が滴るイイカラダ、気品溢れるイイオンナ。 水野優香 43歳 MONROE専属 -第1章-（11月23日、MONROE）
- S級熟女コンプリートファイル 水野優香 6時間 其之四（12月7日、VENUS）※単体ベスト
- 息子の結婚前夜、母は1人のオンナになった。（12月28日、MONROE）

- 再婚する母へ… 嫉妬した僕の止まらない中出し近親相姦（1月25日、MONROE）
- 下着モデルを志す義母の艶やかな肉体に誘われて… 本能のままに何度も溺れてしまった1週間（2月22日、MONROE）
- 家族皆が巣立った実家で、母と過ごす近親相姦の日々―。（3月22日、MONROE）
- 僕だけが知っている… 友達のお母さんとヒミツの手ほどき（4月26日、MONROE）
- 僕は大好きな母を7日間で堕とすと決めた。 10年間、胸に抱き続けていた禁断の感情―。水野優香（5月24日、MONROE）
- 義理の娘は男友達を呼び出して毎日、私を輪姦させています―。水野優香（6月28日、MONROE）
- 主人が出張で不在中の3日間、愛する息子の子供を孕むまで幾度となく搾精し続けました―。水野優香（7月26日、MONROE）
- 母の柔肌 ～愛欲に溺れる母と息子の中出し交尾～ 水野優香（8月23日、MONROE）
- 「今日も仕事で遅くなります―。」 パート先の絶倫店長と秘密の不貞残業に溺れて… 水野優香（9月27日、MONROE）[4]
- 家政婦の優香さんは俺たち家族の母兼・中出しペット 水野優香（10月25日、MONROE）
- 引きこもりでクズな僕は、母さんが学校の教師達に輪姦されても、部屋から一歩も出ることが出来ない―。水野優香（11月22日、MONROE）
- 水野優香 MONROE BEST 3枚組12時間（12月27日、MONROE）※単体ベスト

- 僕の家に泊まりに来た叔母の無自覚透けパン誘惑に耐え切れず… 即ハメ即イキ　ひたすらヤリまくった5日間 水野優香（3月28日、MONROE）
- キスも、筆下ろしも、前立腺も… 気持ちイイコト全て教え込まれる過保護なママのメスイキ近親相姦 水野優香（4月25日、MONROE）
- 「我慢出来たら、挿入れてもイイわよ」 早漏過ぎる娘の彼氏をこっそり誘うむっつりスケベな絶倫母 水野優香（5月23日、MONROE）
- 高級矯正下着を纏った、 美しすぎる叔母に心奪われてー。 専属・水野優香の吐息さえ零れる曲線美。（6月27日、MONROE）
- 憧れの叔母に媚薬を盛り続けて10日後、ガンギマリ中出しハメ放題のアヘアヘ肉便器になった…。 水野優香（7月25日、MONROE）
- 汗と愛液にまみれた肉体内申書 愛する息子の進学の為だったのに、私は身も心もカレに溺れてしまった…。 水野優香（8月22日、MONROE）
- 叔母の濡れ透けた肢体―。同じ屋根の下で二人きりの夜…。 煽情の雨模様 水野優香（9月26日、MONROE）
- 「なあ、お前の母ちゃん貸してくれよ」 息子の不始末の代償は… 終わりなき輪姦の日々でした…。 水野優香（10月24日、MONROE）
- 娘の彼氏をイキ狂わせる悶絶搾精エステサロン 水野優香（11月28日、MONROE）
- 彼女にお預け食らって禁欲の日々―。 我慢の限界に達した僕は、密かに欲求不満だった彼女の母・優香さんとの中出しSEXに溺れた。 水野優香（12月26日、MONROE）
- 世界一豪華な記念作!! マドンナ20周年記念 湯煙舞う中出し無制限史上初ALL専属バスツアー!! 前編 4時間OVER 2枚組!!（12月26日、マドンナ）◎

- 世界一豪華な記念作!! マドンナ20周年記念 感動と絶頂のフィナーレ 湯煙舞う中出し無制限史上初ALL専属バスツアー!! 後編 ～大競’宴’はまだまだ終わらない!! 中出し無制限の大乱交!!～（1月30日、マドンナ）◎
- 水野優香 MONROE専属 The 2nd Anniversary 3枚組12時間（2月13日、マドンナ）※単体ベスト
- セックスの相性抜群なパート妻・優香さんと時間限定超濃密なショートタイム密会 僕は、毎回チ〇ポの萎える暇がないほど時短射精をしています…。 水野優香（2月27日、MONROE）
- 父親の定年退職後…、僕たち母子は隙を見てカラダを貪り合った。 水野優香（3月12日、MONROE）
- Madonna20周年記念MONROE特別作品!! 夫婦交換スワッピング ～美熟女たちの饗宴～ 友田真希 一色桃子 水野優香 平岡里枝子 多田有花（3月26日、MONROE）
- 「代償は身体で払ってもらいましょう…。」 貞淑妻は万引き娘の身代わり言いなり肉奴隷 水野優香（4月23日、MONROE）
- 水野優香 Precious Best 23シーン12中出し19発射 6作品8時間2枚組（5月2日、センタービレッジ）※単体ベスト
- 出張で泊まりに来た叔母と同居生活 無防備すぎる仕事終わり蒸れた肉感パンスト姿に僕は理性を狂わされて…。 水野優香（5月28日、MONROE）
- 尋問 今晩、妻を責め立て寝取られの一部始終を白状させる―。 水野優香（6月25日、MONROE）
- 中年男が群がる水泳教室 輪姦され孕ませられた美巨乳インストラクター 水野優香（7月23日、MONROE）
- 大石紗季 初共演作品!! 無垢な甥っ子を自分好みの肉バイブに仕立て上げる汗だく中出し誘惑 帰省中、時間と性欲が有り余ってる叔母たちに暇つぶしで搾精され続ける僕 大石紗季 水野優香（8月27日、MONROE）
- 「お母さん、パートが終わる19時に帰るから…」愛する息子に言い残し、日付が変わるまでお隣さんの都合の良い愛人ペットにさせられています。水野優香（9月24日、MONROE）
- 10年間、想いを寄せた母に注ぐ抜かずの追撃中出し16連発相姦。 水野優香（10月22日、MONROE）
- あの時のキスが”義理の弟”と”私”の関係を歪めてしまったー。 唾液の糸が縺れ合う大人の接吻性交ー。 水野優香（11月26日、MONROE）
- 「ウチの継母お貸しします」 息子が友人にデリママさせる中出し管理売春 水野優香（12月24日、MONROE）

- 僕の勃起チ〇ポが何度も射精するまで逃がさない S字腰振り騎乗位エステで隣家の人妻に骨抜きにされた7日間。 水野優香（1月28日、MONROE）
- 地元を離れた僕たちは皆、寮母の優香さんに’大人’にしてもらっているー。 水野優香（2月25日、MONROE）
- 毎週末の飲み会帰り、酔った女上司の艶パンストに誘われる華金カラオケ中出し不倫 水野優香（3月25日、MONROE）
- 乳首をビンビンに勃起させて、僕を無自覚に誘惑する汗だく家事代行おばさんの特別中出しサービス 水野優香（4月22日、MONROE）
- 「ムラムラしたらいつでも会いに来てね…」 童貞の僕が人妻ソープで筆下ろしを頼んだ嬢がなんと友達の母・優香さん! 異次元の気持ち良さに、所かまわず夢中で中出ししまくった! 水野優香（5月27日、MONROE）
- 引きこもり義息子のダッチワイフを壊してしまった私は身代わり性処理肉ワイフ 水野優香（6月24日、MONROE）
- 最愛の娘の彼氏と、大痙攣エビ反り性交に溺れた私。 水野優香（7月22日、MONROE）

### アダルト配信
- 配信限定 ハメ撮り MADOOOON!!!! マドンナ専属女優の『リアル』解禁。 水野優香（2022年8月2日、マドンナ）